# Портчара
 Портчара  — деревня в Параньгинском районе Республики Марий Эл. Входит в состав Алашайского сельского поселения.

## География
Находится в восточной части республики Марий Эл на расстоянии приблизительно 11 км по прямой на северо-восток от районного центра посёлка Параньга.

## История
Упоминается с начала XIX века как починок из двух дворов с населением 10 человек из крещёных татар. В 1836 году здесь проживало 22 семьи, 163 человека. 
В «Списке населенных мест по сведениям 1859—1873 годов», изданном в 1876 году, населённый пункт упомянут как казённая деревня Порчара Уржумского уезда Вятской губернии. Располагалась при речке Койле, по правую сторону Старо-Казанской коммерческой дороги, в 54 верстах от уездного города Уржума и в 5 верстах от становой квартиры в казённом селе Турек (Турекское). В деревне, в 17 дворах жили 257 человек (117 мужчин и 140 женщин), были мечеть, писчебумажная фабрика.
В 1926 году проживали 821 человек, все татары, в 1952 году было 119 дворов и 500 жителей. В 2003 году в деревне насчитывалось 47 дворов. В советское время работали колхоз «Чулпан» и им. Ленина.

## Население
Население составляло 75 человек (татары 99 %) в 2002 году, 33 в 2010.